# アクション・リサーチ
アクション・リサーチは、「アクションを取ること」と「研究を行うこと」の二者が、緊密に相互反映するという、連続的なプロセスを通じた変革を志向している。
1944年、当時MITの教授であったクルト・レヴィンが、はじめて"action research"（アクション・リサーチ）という用語を使用した。彼が1946年に著した"Action Research and Minority Problems"という論文で、彼はアクションリサーチについて 「社会運動、および社会運動を促す研究の、状態や影響といった多様な形態についての比較研究」であり、「計画」「実行」「実行結果についての事実発見」が螺旋上昇するステップである、と説明した。